# Florence Caillon
 (juillet 2013).
Florence Caillon, née à Suresnes, est  compositrice de musique de films et de scène, et chorégraphe circassienne française.

## Biographie
Après un bac littéraire, une formation au CNR Danse de Rueil Malmaison et un passage éclair à la Sorbonne Musique & Danse, Florence Caillon danse le soir dans des cabarets parisiens (Paradis Latin, Alcazar, Crazy Horse). Elle suit la journée la formation théâtre des CNR de Paris (5è,10è et 13è). Auprès du compositeur Hugues Le Bars à qui elle prête souvent sa voix, elle découvre l’informatique musicale et compose ses premières musiques pour une série de livres-audio des Ateliers du Père Castor chez Flammarion. 
Tout d’abord autodidacte, elle suit la classe de composition du chilien Sergio Ortega au CNR de Pantin, et compose la chanson du générique du dessin animé Les Histoires du Père Castor, dont elle est autrice-compositrice et interprète. 
En parallèle, elle se forme à l’acrobatie aérienne sous le chapiteau des Noctambules à Nanterre.
En 1996, elle quitte Paris pour s’installer en Normandie puis dans l’Oise où elle construira son propre studio d’enregistrement et écrira ses premiers spectacles. Elle y composera la musique originale de nombreux unitaires pour France Télévision, dont Le sang des fraises, de Manuel Poirier, pour lequel elle reçoit le prix de la musique au Festival de la Fiction TV (2006). On lui confie également l'habillage intérieur de la 3ème série des Histoires du Père Castor (GMT/France 3).
Pendant dix ans, elle compose les musiques pour la série Boulevard du palais (France 2), dont l’univers musical décalé participe à l’originalité de la série. Entre 2007 et 2010, elle compose la musique de la série Famille d’Accueil (France 3), en collaboration avec Xavier Demerliac.
En 1999, elle fonde sa compagnie, L’EOLIENNE, et y développe un langage corporel hybride qu’elle nomme « cirque chorégraphié », initiant l’idée d'une écriture chorégraphique du vocabulaire circassien. Au fil des années, elle approfondit à la fois une fragmentation du mouvement acrobatique dans le but d'inscrire celui-ci dans une continuité rythmique, mais aussi une recherche autour des énergies instinctives du corps. Elans, déséquilibres, mollesse, jets de corps et fragilité constituent aussi les fondements de son langage circassien. La présence accordée à la musique et ses liens avec le mouvement, ainsi que l’utilisation de voix, participent à la singularité de son travail.
"Florence Caillon a été une des premières artistes à avoir affirmé la dimension chorégraphique du cirque", (La Terrasse-juin 2019)
Depuis, Florence Caillon partage sa vie entre la composition de musique de films et de scène et les créations de L'ÉOLIENNE qui tournent en France et à l'international. 
Elle compose la musique d'une vingtaine de pièces acro-chorégraphiques de L'EOLIENNE et occasionnellement celle d’autres compagnies. Elle co-compose pour le groupe l’Attirail (albums La Bolchevita, La Bonne aventure, How to swim in the desert).
En 2019, elle s’oriente vers le cinéma et signe la musique originale du long métrage Qui a tué Lady Winsley, d'Hiner Saleem, en collaboration avec Xavier Demerliac, puis la musique de courts-métrages et de documentaires pour Arte, Public Sénat et France 3.
Sa musique est utilisée partout dans le monde grâce à sa collaboration avec l’éditeur Kapagama / Universal et avec l'éditeur Cristal Publishing / Eric Debègue.
En 2021, en collaboration avec l'Opéra de Rouen, elle crée une version circassienne du Lac des cygnes, dont elle réécrit la musique et signe la chorégraphie circassienne.
En 2023, elle compose la musique de plusieurs courts-métrages pour le cinéma et de plusieurs documentaires.
Florence Caillon partage la vie du compositeur Xavier Demerliac (L'Attirail). Elle est la mère de Lou-Lélia Demerliac (Je m'appelle Hmmm).

## Filmographie
- 2023 : 47 Pouces, court-métrage de Pascale Mompez (Le Hangar) - Projet lauréat "La Main sur l'Epaule".
- 2023 : Une Nuit Particulière, court-métrage d'Enzo Martinez (Mood Films) - Sélection au FIFF Namur : https://www.fiff.be/films/une-nuit-particuliere/13028
- 2023 : Habibti, court-métrage d'Antoine Stehlé (Super Seven)
- 2023 : Les résistants de l'affiche rouge, documentaire de E.Van Zijll Langhout (Toute l'histoire)
- 2023 : Odorat, documentaire de Cosima Dannoritzer (Arte)
- 2023 : Entremineurs aussi, documentaire d'Anne-Claire Dolivet et Delphine Prunault (France 3)
- 2022 : Votez Jeunesse, documentaire d'Antoine Laura (France 3)
- 2021 :  Un monde d'allergiques, documentaire de Cosima Dannoritzer (Arte)
- 2021 : Le Grand Vert, court-métrage de Laurenzo Massoni (Feliz Prod)
- 2019 : Rachel, l'autisme à l'épreuve de la justice, documentaire de Marion Angelosanto (Public Sénat-France 3)
- 2019 : Le cycliste, court-métrage d'Alexandre Saint-Dizier
- 2019 : Qui a tué Lady Winsley, long métrage cinéma d'Hiner Saleem (Agat film) - en collaboration avec Xavier Demerliac
- 2015 : Indélébile, court métrage de Vanessa Zambernardi
- 2002 à 2012 : série Boulevard du palais (France 2, saisons 5 à 14 : 24 épisodes de 90')
- 2007 à 2010 : série Famille d’accueil (France 3, saisons 7, 8 et 9: 29 épisodes de 52')
- 2006 : Le sang des fraises, de Manuel POIRIER (France 3)  Prix de la musique au Festival de la fiction TV de Saint-Tropez 2006
- 2001 : Vent de poussières de Renaud Bertrand (France 3)
- 2000 : Eve Castellas de Renaud Bertrand (France 3)
- 2000 : Une Sirène dans la nuit de Luc Bolland (France 2)
- 1999 :  Les Histoires du Père Castor (GMT/CanalJ/France 3) - habillage intérieur de la 3ème série
- 1994 : Les Histoires du Père Castor (GMT/CanalJ/France 3) - chanson du générique (musique, parole et interprétation)

## Spectacles
- 2024 : Attractions, acro-chorégraphe, compositrice (commande du CDN de Sartrouville)
- 2023 : Soi(e) / Cie Inéluctable, compositrice
- 2021 : Le Lac des cygnes / L'Eolienne : acro-chorégraphe, compositrice et arrangeuse (co-prod Opéra de Rouen)
- 2020 : Le Petit Lac / L'Eolienne : acro-chorégraphe, compositrice et arrangeuse (co-prod Académie Fratellini)
- 2020 : AuDelà / L'Eolienne : acro-chorégraphe et compositrice
- 2020 : DeNous / L'Eolienne : acro-chorégraphe et compositrice
- 2018 : Sous la peau / L'Eolienne : acro-chorégraphe et compositrice (sur un texte de Brigitte Giraud)
- 2017 : Les Echappées II : acro-chorégraphe et compositrice
- 2016 : Lance-moi en l'air / L'Eolienne  : acro-chorégraphe et co-compositrice avec Xavier Demerliac (co-production avec Joli Vyann (UK)
- 2015 : The Safe Word / L'Eolienne : acro-chorégraphe et compositrice
- 2015 : Flux Tendu / L'Eolienne : acro-chorégraphe et compositrice
- 2014 : Les Echappées I : acro-chorégraphe et compositrice
- 2013 : Passion simple (d'après le roman d'Annie Ernaux) / L'Eolienne : acro-chorégraphe et co-compositrice avec Xavier Demerliac
- 2012 : Chairs / L'Eolienne : acro-chorégraphe et co-compositrice avec Xavier Demerliac
- 2010 : L'Iceberg (plasticien et journaliste associé Denis Robert) / L'Eolienne : acro-chorégraphe et co-compositrice avec Xavier Demerliac
- 2007 : Marie-Louise / L'Eolienne : acro-chorégraphe et co-compositrice avec Xavier Demerliac
- 2005 : Jardins d’eden, provisoirement, avec la voix d'Albert Jacquard / L'Eolienne : acro-chorégraphe et co-compositrice avec Xavier Demerliac et Alexandre Michel
- 2004 : Uncabared / L'Eolienne : acro-chorégraphe, co-compositrice et interprète
- 2002 : Séquences / L'Eolienne : acro-chorégraphe, co-compositrice et interprète
- 2000 : Polar cirque / L'Eolienne : acro-chorégraphe, co-compositrice et interprète

## Multimédia
- Un tigre dans la théière - Livre audio Père-Castor (Flammarion)
- Biscotte Mulotte - Livre audio Père-Castor (Flammarion)
- Le pantalon déchiré - Livre audio Père-Castor (Flammarion)
- L’histoire de la lettre - Livre audio Père-Castor (Flammarion)
- La famille Rataton - Livre audio Père-Castor (Flammarion)
- Marie à tous les vents - Livre audio Père-Castor (Flammarion)
- Les bêtes que j’aime - Livre audio Père-Castor (Flammarion)
- L’insupportable GTM - Livre audio Père-Castor (Flammarion)
- La petite Jabotte - Livre audio Père-Castor (Flammarion)
- Un vélo pour petit tigre - Livre audio Père-Castor (Flammarion)
- Trois tours de renard - Livre audio Père-Castor (Flammarion)
- Phonétines - Livre audio Père-Castor (Flammarion)
- Un petit air de violon - Livre audio Père-Castor (Flammarion)
- Le supplice des 24 bisous - Livre audio Père-Castor (Flammarion)
- Grimoire - Livre audio Père-Castor (Flammarion)
- L'imagier du Père Castor (Flammarion)
- Salto et Zélia (Hachette Multimédia)
- Les Loustics (Hachette Français-Langues étrangères)

## Discographie
- 2023 : BO Le grand vert - Ed.Cristal Prod / Eric Debègue
- 2022 : BO Un monde d'allergiques - Ed.Cristal Prod / Eric Debègue
- 2019 : Introspective Drama - Ed.Kapagama Universal
- 2018 : Travelling Mirror (BO films) - Ed.Cristal Prod / Eric Debègue & Kapagama Universal
- 2009 : Short Stories - Ed.Kosinus Art/Kapagama Universal
- 2006 : Le sang des fraises - Ed.Kosinus Art/Kapagama
- 2004 : Equilibrium - Ed.Kosinus Art/Kapagama
- 2002 : Zampano Magic circus Band (avec X. Demerliac) - Ed.Kosinus Art/Kapagama
- 2002 : Musiques animées / Ed.Kwark
- 2000 : Musiques originales / Ed.Kwark

## Récompenses
- 2023 : Prix U2C pour la musique du court-métrage Le Grand Vert, de Laurenzo Massoni https://www.u2c.fr/laur%C3%A9ats-des-prix-u2c-2023-de-la-musique-%C3%A0-l-image
- 2006 : Meilleure musique pour Le Sang des fraises de Manuel Poirier au Festival de la fiction TV de Saint-Tropez[1]

## Référence
1. ↑  « Palmarès 2006 », sur le site du Festival de la fiction TV (consulté le 10 mai 2020).